# Annibale Fontana
Pour les articles homonymes, voir Fontana.
Annibale Fontana (Milan, 1540 - Milan, 1587) était un sculpteur italien, médailleur et créateur d'œuvres en cristal.

## Biographie
Annibale Fontana est né à Milan. Sa première œuvre connue est une pièce en cristal pour Albert V de Bavière (vers 1560-1570) conservée dans le trésor du Palais de la Résidence, à Munich. En 1570-1572, il est à Palerme, travaillant pour le vice-roi Francesco Fernardo d'Avalos, de qui il fit un portrait sur une médaille puis revient en Lombardie, où il épouse Ippolita Saracchi, membre d'une illustre famille de travailleurs du cristal.
Annibale Fontana a travaillé dans l 'église Sainte-Marie des miracles auprès de l'église Saint Celse : exécution de la célèbre statue de l' « Assomption » et de statues de la façade.
Il meurt à Milan en 1587.

## Œuvres

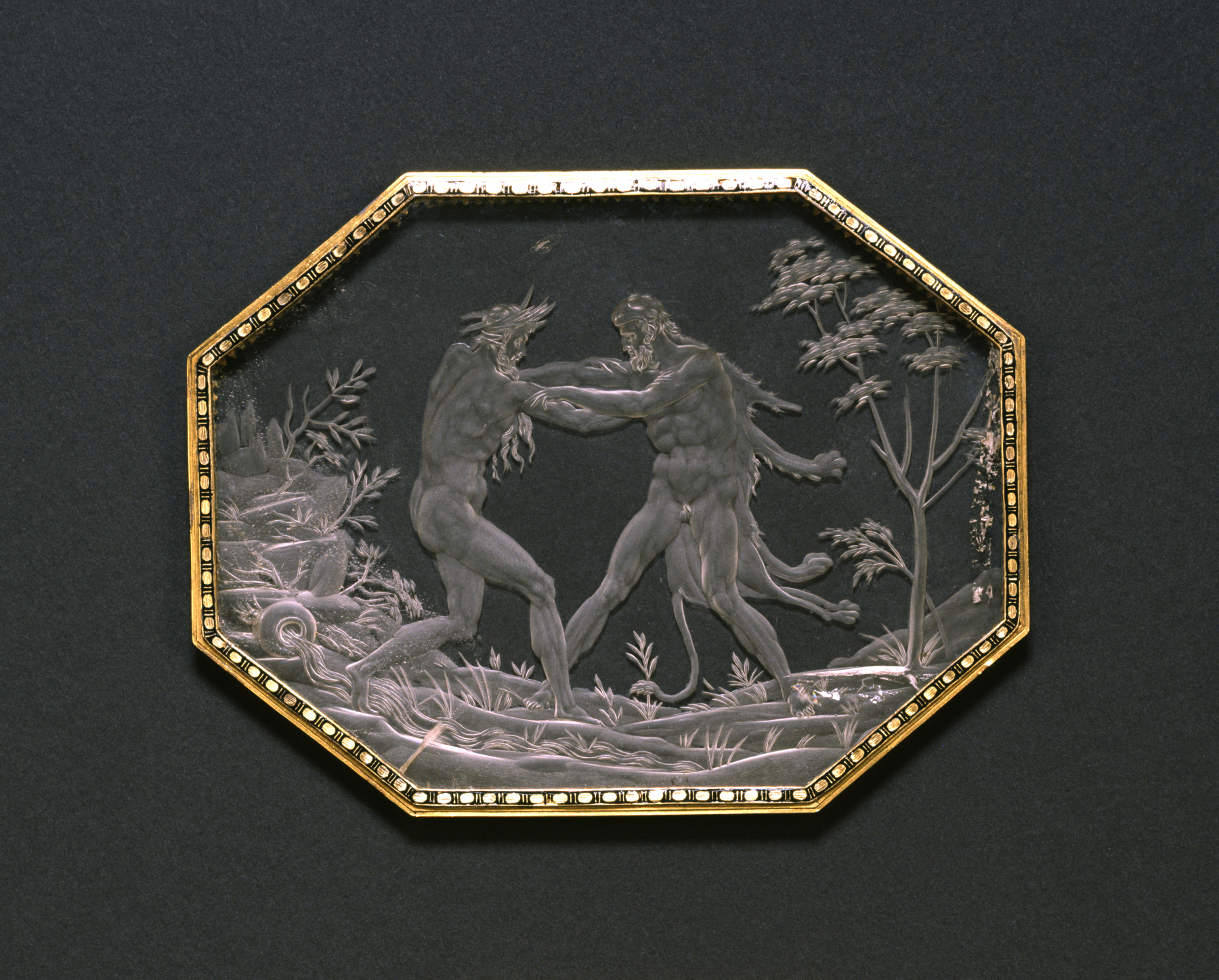
Plaque avec Hercules et Achelous.  Walters Art Museum.
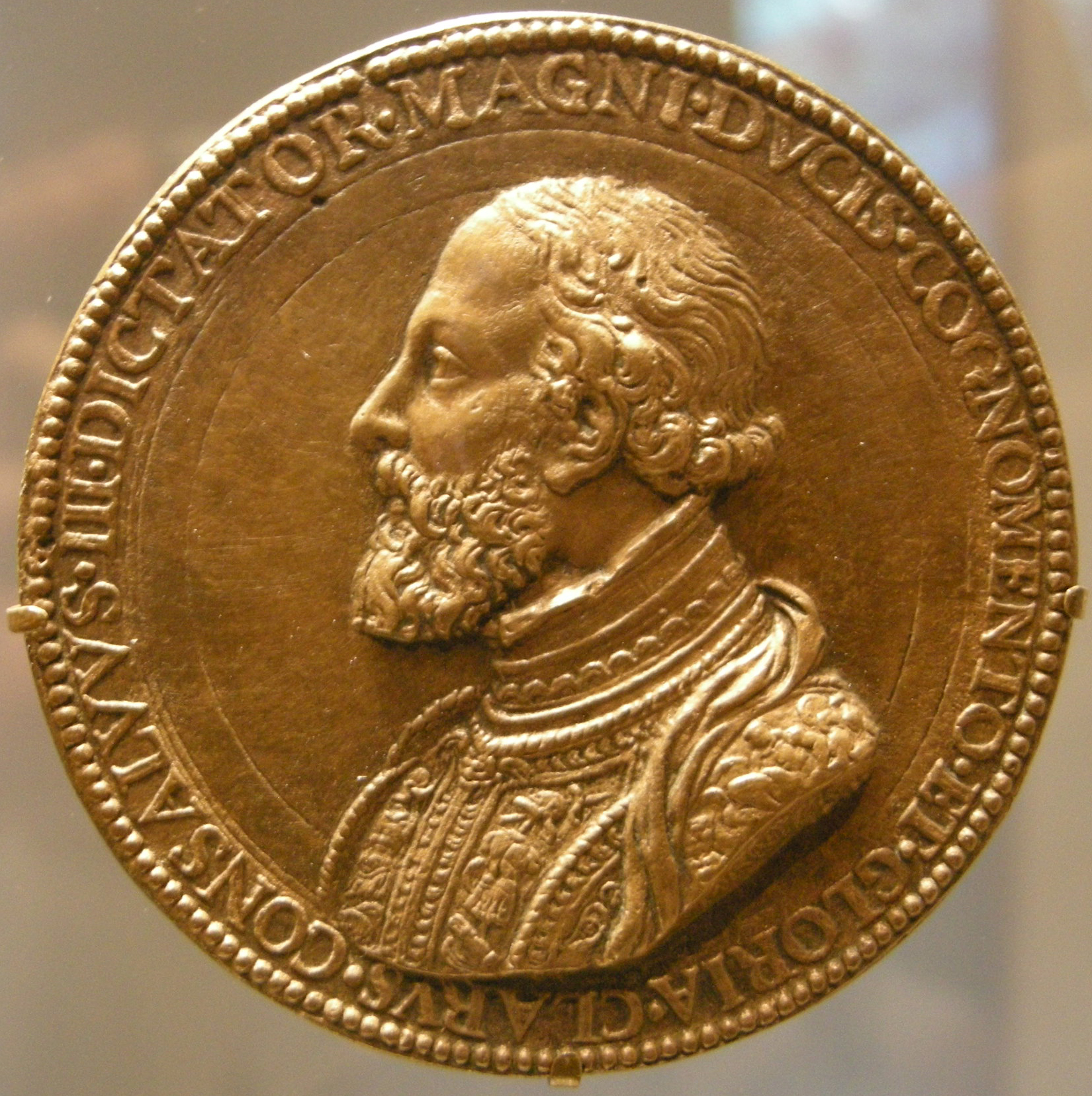
Médaille Gonsalvo de Cordoba
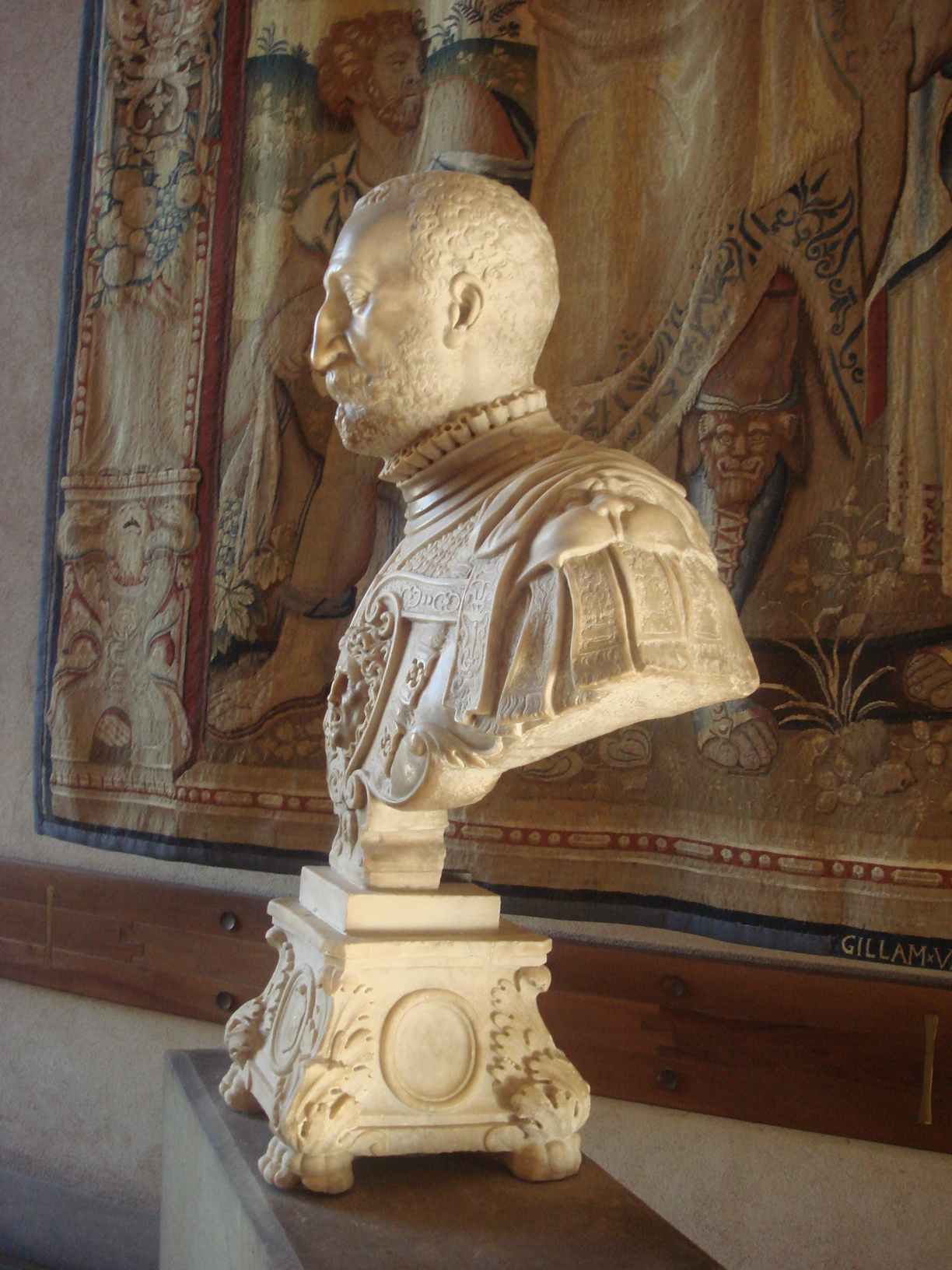
Buste de Ottavio Farnese, Castello sforzesco, Milan